# Голота Яків Андріянович
Яків Андріянович Голота (22 жовтня 1904, село Хорошки, тепер Полтавської області — 1985, місто Київ) — український радянський науковець-селекціонер, державний діяч, міністр промисловості м'ясних і молочних продуктів Української РСР. Кандидат біологічних наук, депутат Верховної Ради УРСР 4-го скликання.

## Життєпис
Народився 22 жовтня 1904 року в селі Хорошки Полтавської губернії. У 1932 році закінчив Харківський ветеринарний інститут.
У 1932—1937 роках — викладач і завідувач наукової частини Молочанського ветеринарного технікуму. У 1937—1941 роках — директор Молочанського ветеринарного технікуму Запорізької області.
Член ВКП(б) з 1939 року.
У 1941—1942 роках — начальник управління Джамбульського обласного земельного відділу Казахської РСР.
У 1942—1943 роках — секретар Красногорського районного комітету КП(б) Казахстану Джамбульської області.
У 1943—1944 роках — слухач курсів при ЦК КП(б) України.
У 1944—1946 роках — заступник начальника Головвузу Народного комісаріату сільського господарства Української РСР.
У 1946 — травні 1954 року — інструктор і завідувач сектору тваринництва сільськогосподарського відділу ЦК КП(б) України.
У 1951 році здобув науковий ступінь кандидата біологічних наук, захистивши дисертацію на тему «О роли нервной системы в инфекции и иммунитете».

Могила Якова Голоти, Байкове кладовище

27 травня 1954 — 8 серпня 1956 року — міністр промисловості м'ясних і молочних продуктів Української РСР. З серпня 1956 по 1957 рік — перший заступник міністра промисловості м'ясних і молочних продуктів Української РСР.
У 1957—1960 роках — старший науковий співробітник Української академії сільськогосподарських наук.
У грудні 1960 — листопаді 1964 року — завідувач відділу сільськогосподарської мікробіології, вірусології та імунології Українського науково-дослідного інституту землеробства.
Потім — науковий працівник Центральної дослідної станції штучного осіменіння сільськогосподарських тварин (з 1975 року — Українського науково-дослідного інституту розведення і штучного осіменіння великої рогатої худоби) в місті Броварах Київської області. Займався питаннями селекції великої рогатої худоби та свиней.
Помер у 80-річному віці у 1985 році. Похований разом з родиною на Байковому кладовищі (ділянка № 33, 50°25′2.96″ пн. ш. 30°30′5.59″ сх. д. / 50.4174889° пн. ш. 30.5015528° сх. д.).

### Родина
Син — акушер-гінеколог, педагог, доктор медичних наук Владислав Голота (нар. 1934). Невістка — кандидат медичних наук, доцент кафедри фармакології НМУ імені О. О. Богомольця Людмила Голота (1937—2017).